# Aloe boiteaui
Aloe boiteaui ist eine Pflanzenart der Gattung der Aloen in der Unterfamilie der Affodillgewächse (Asphodeloideae). Das Artepitheton boiteaui ehrt den französischen Botaniker Pierre L. Boiteau (1911–1980), der Kurator des Botanischen Gartens in Antananarivo war.

## Beschreibung

### Vegetative Merkmale
Aloe boiteaui wächst stammlos oder mit einem kurzen Stamm und sprosst. Die etwa zehn dreieckigen Laubblätter bilden Rosetten. Die olivgrüne Blattspreite ist 15 bis 20 Zentimeter lang und 1,4 Zentimeter breit. Die rosarötlichen Zähne am schmalen, rosarötlichen, knorpeligen Blattrand sind 0,5 bis 1 Millimeter lang und stehen 2 Millimeter voneinander entfernt. Zur Blattspitze hin fehlen sie.

### Blütenstände und Blüten
Der einfache Blütenstand erreicht eine Länge von 10 bis 15 Zentimetern. Die lockeren Trauben sind 5 Zentimeter lang und bestehen aus etwa zehn Blüten. Die deltoid-zugespitzten Brakteen weisen eine Länge von 5 Millimeter auf und sind 3 Millimeter breit. Die leuchten scharlachroten Blüten sind 25 Millimeter lang und an ihrer Basis kurz verschmälert. Sie stehen an 10 Millimeter langen Blütenstielen. Oberhalb des Fruchtknotens sind die Blüten leicht verengt und dann zur Mündung hin erweitert. Ihre äußeren Perigonblätter sind auf einer Länge von 18 Millimeter nicht miteinander verwachsen. Die Staubblätter und der Griffel ragen leicht aus der Blüte heraus.

## Systematik und Verbreitung
Aloe boiteaui ist auf Madagaskar in der Provinz Toliara nahe bei Tolagnaro verbreitet. Die Art ist nur von der Typusaufsammlung bekannt.
Die Erstbeschreibung durch André Guillaumin wurde 1942 veröffentlicht. Ein Synonym ist Lemeea boiteaui (Guillaumin) P.V.Heath (1994).

## Nachweise